# Človekove pravice v Azerbajdžanu
Mednarodne organizacije Azerbajdžan pogosto obtožujejo kršenja standardov človekovih pravic, vzpostavljenih z mednarodnim pravom. Organizacija Human Rights Watch je leta 2013 objavila poročilo, v katerem je Azerbajdžan obtožila zapiranja in nadlegovanja političnih aktivistov in borcev za človekove pravice. Leta 2019 je organizacija Human Rights Watch situacijo v Azerbajdžanu na področju človekovih pravic označila za »grozljivo«, in sicer zaradi »strogega vladnega nadzora« s »hudim omejevanjem svobode povezovanja, izražanja in zbiranja« ter »mučenjem in slabim ravnanjem« z novinarji, pravniki in opozicijskimi aktivisti. Organizacija Novinarji brez meja uvršča Azerbajdžan na 167. mesto med 180 državami na indeksu medijske svobode. Leta 2020 je Ministrstvo za zunanje zadeve ZDA izdalo poročilo, v katerem je Azerbajdžan obtožilo najrazličnejših zlorab človekovih pravic, vključno z »nezakonitim ali samoljubnim ubijanjem«, »hudimi omejitvami svobode izražanja, tiska in interneta« ter 
»najhujših vrst otroškega dela«.
Ustava Azerbajdžana vsebuje 48 člankov o glavnih človekovih in državljanskih pravicah. Oddelek 3 ustave opredeljuje glavne pravice in svoboščine državljanov Azerbajdžana, vključno s človekovimi pravicami, lastninskimi pravicami, pravicami enakosti, pravicami intelektualne lastnine, državljanskimi pravicami, pravicami obtožencev, pravico do stavke, socialno varnostjo, volilno pravico in svobodo govora, vesti in mišljenja. Državni zbor Republike Azerbajdžan je 28. decembra 2001 sprejel Ustavni zakon o varuhu človekovih pravic v Republiki Azerbajdžan, 5. marca 2002 pa je predsednik podpisal odlok o uporabi in izvajanju tega zakona v azerbajdžanskem pravnem okvirju.